# El-Sayed Eid
El-Sayed Eid (Porto Said, 27 giugno 1966) è un ex calciatore egiziano, di ruolo difensore.

## Carriera

### Club
Tra il 1987 ed il 1993 ha giocato nella prima divisione egiziana con l'Al-Masry.

### Nazionale
Con la Nazionale egiziana ha partecipato ai Coppa d'Africa 1992.

## Statistiche

### Cronologia presenze e reti in nazionale
| Cronologia completa delle presenze e delle reti in nazionale ― Egitto | Cronologia completa delle presenze e delle reti in nazionale ― Egitto | Cronologia completa delle presenze e delle reti in nazionale ― Egitto | Cronologia completa delle presenze e delle reti in nazionale ― Egitto | Cronologia completa delle presenze e delle reti in nazionale ― Egitto | Cronologia completa delle presenze e delle reti in nazionale ― Egitto | Cronologia completa delle presenze e delle reti in nazionale ― Egitto | Cronologia completa delle presenze e delle reti in nazionale ― Egitto |
| Data                                                                  | Città                                                                 | In casa                                                               | Risultato                                                             | Ospiti                                                                | Competizione                                                          | Reti                                                                  | Note                                                                  |
| --------------------------------------------------------------------- | --------------------------------------------------------------------- | --------------------------------------------------------------------- | --------------------------------------------------------------------- | --------------------------------------------------------------------- | --------------------------------------------------------------------- | --------------------------------------------------------------------- | --------------------------------------------------------------------- |
| 24-12-1991                                                            | Porto Said                                                            | Egitto                                                                | 1 – 1                                                                 | Romania                                                               | Amichevole                                                            | -                                                                     | 46’                                                                   |
| 7-1-1992                                                              | Damasco                                                               | Egitto                                                                | 0 – 0                                                                 | Norvegia                                                              | Amichevole                                                            | -                                                                     | ?’                                                                    |
| Totale                                                                |                                                                       | Presenze                                                              | 2                                                                     |                                                                       | Reti                                                                  | 0                                                                     |                                                                       |

| Cronologia completa delle presenze e delle reti in Nazionale in partite non ufficiali - Egitto | Cronologia completa delle presenze e delle reti in Nazionale in partite non ufficiali - Egitto | Cronologia completa delle presenze e delle reti in Nazionale in partite non ufficiali - Egitto | Cronologia completa delle presenze e delle reti in Nazionale in partite non ufficiali - Egitto | Cronologia completa delle presenze e delle reti in Nazionale in partite non ufficiali - Egitto | Cronologia completa delle presenze e delle reti in Nazionale in partite non ufficiali - Egitto | Cronologia completa delle presenze e delle reti in Nazionale in partite non ufficiali - Egitto | Cronologia completa delle presenze e delle reti in Nazionale in partite non ufficiali - Egitto |
| Data                                                                                           | Città                                                                                          | In casa                                                                                        | Risultato                                                                                      | Ospiti                                                                                         | Competizione                                                                                   | Reti                                                                                           | Note                                                                                           |
| ---------------------------------------------------------------------------------------------- | ---------------------------------------------------------------------------------------------- | ---------------------------------------------------------------------------------------------- | ---------------------------------------------------------------------------------------------- | ---------------------------------------------------------------------------------------------- | ---------------------------------------------------------------------------------------------- | ---------------------------------------------------------------------------------------------- | ---------------------------------------------------------------------------------------------- |
| 1-12-1991                                                                                      | ?                                                                                              | Egitto                                                                                         | 1 – 1                                                                                          | Kuwait (B)                                                                                     | Amichevole                                                                                     | -                                                                                              | ?’                                                                                             |
| Totale                                                                                         |                                                                                                | Presenze                                                                                       | 1                                                                                              |                                                                                                | Reti                                                                                           | 0                                                                                              |                                                                                                |